# Andrea Leeds
Andrea Leeds (14 de agosto de 1914 –21 de maio de 1984) foi uma atriz estadunidense. Por seu papel no filme Stage Door, em 1937, foi indicada ao Oscar de atriz coadjuvante. Interpretou diversos papéis, e se retirou das telas após seu casamento, em 1939, tornando-se uma criadora de cavalos de sucesso.

## Vida e carreira
Nascida Antoinette Lees em Butte, Montana, iniciou sua carreira cinematográfica em 1934, atuando em pequenos papéis e usando seu próprio nome. Como Andrea Leeds ela fez sua primeira interpretação de destaque no filme Come and Get It, em 1936, e teve sucesso com seu filme seguinte, It Could Happen to You, em 1937.
Atuando ao lado de atores famosos, tais como Katharine Hepburn, Ginger Rogers e Lucille Ball, Leeds foi indicada ao Oscar de atriz coadjuvante por seu papel como aspirante cinematográfica em Stage Door, em 1937. Leeds concorreu ao papel de Melanie, em Gone with the Wind, porém o papel acabou sendo dado para Olivia de Havilland.
As qualidades de seu físico a levaram a ser escolhida para The Goldwyn Follies, em 1938, interpretando "Miss Humanity" - uma mulher considerada por um executivo de Hollywood como representante da mulher do ideal americano. O filme, porém, não teve sucesso e recebeu críticas negativas.
Posteriormente, Leeds apareceu em dois filmes, ao lado de Joel McCrea, Youth Takes a Fling (1938) e They Shall Have Music (1939), fazendo pela primeira vez o papel principal. Ela continuou na atuação de papéis românticos em The Real Glory, ao lado de Gary Cooper e David Niven, além de atuar ao lado de Don Ameche na primeira biografia em Technicolor de Stephen Foster, Swanee River, em 1939.
Seu último filme, Earthbound (1940), era um filme em que resolve o assassinato de seu marido, ajudada pelo fantasma dele.
Seus filmes alcançaram algum sucesso, e Leeds se tornou uma atriz popular.

## Vida pessoal
Em 1939 ela casou com Robert Stewart Howard, filho do empresário e criador de cavalos Charles S. Howard, e decidiu deixar o cinema para se dedicar à família, tornando-se também uma proprietária de sucesso. Após a morte do marido, em 1962, tornou-se negociante de jóias. Foi seu único casamento, e teve dois filhos, Robert Jr. e Leann, que morreu em 1971.
Andrea Leeds morreu de câncer em Palm Springs, Califórnia, aos 69 anos. Está sepultada no Desert Memorial Park, em Cathedral City, Califórnia. Tem seu nome inscrito na Calçada da Fama.